# Nocardiose
 Mise en garde médicale
La nocardiose est une maladie infectieuse, bactériose due à des bactéries du genre Nocardia (bactéries à Gram positif, aérobies strictes) qui chez l'humain peut gravement affecter les poumons, le cerveau, la peau ou tout l'organisme (forme « disséminée »). Cette bactérie est aussi trouvée chez l'animal. La bactérie en cause peut avoir une croissance lente, et elle infecte rarement l'humain, faisant que son diagnostic est souvent retardé.
Cette infection opportuniste, exceptionnellement nosocomiale ou post-opératoire, affecte essentiellement des personnes immunodéprimées chroniques ou utilisant un médicament immunosuppresseur (c'est alors une complications infectieuses, de greffe d'organe, de transplantation de cellules souches hématopoïétiques de certaines maladies systémiques ou de cancers solides), mais 10 à 20% des cas restent non expliqués, apparaissant chez des individus a priori sains,. 
C'est une « infection granulomateuse et suppurative, localisée ou disséminée, qui résulte généralement de l’inhalation d'une aérosolisation de germes (a priori issus du sol) et, plus rarement, de la contamination d’une plaie » ; 

Autrefois très rare, la nocardiose, nocardiose pulmonaire notamment, est en pleine expansion depuis la fin du XXe siècle, en raison notamment de la diffusion du VIH/SIDA et d'une utilisation croissante de médicaments déprimant l'immunité.

## Étiologie
La bactérie peut contaminer l'organisme en étant inhalée ou via une plaie (traumatisme cutané, intrabuccal, oculaire...) ; 
Outre l'infection opportuniste (facile à concevoir puisque les bactéries du genre Nocardia sont très ubiquitaires, retrouvées dans le sol, l’eau, l’air, les poussières et chez divers animaux), un lien a été suggéré entre plusieurs souches de Nocardia et des cas de maladie de Parkinson ; 
La maladie peut aussi survenir quand un patient doit arrêter la prise d'un immunosuppresseur pour cause d'intolérance à la molécule ou plus rarement rarement, en cas de déficits constitutionnels de l'immunité (ex. : granulomatose septique chronique.

## Épidémiologie
L’épidémiologie de cette maladie a récemment évolué, pour sa prévalence mais aussi concernant la connaissance des souches et espèces responsables. La biologie moléculaire permettrait de la mieux comprendre.
En 2008, 80 à 90 % des cas de nocardiose étaient dus à Nocardia abscessus et N. cyriacigeorgica (précédemment associées sous le nom de Nocardia asteroides type VI), Nocardia farcinica, Nocardia nova et plus rarement, Nocardia brasiliensis, Nocardia otitidiscaviarum, et Nocardia veterana, Nocardia paucivorans, etc. plus récemment découvertes. 
La maladie n'est a priori pas contagieuse, sauf entre personnes immunodéprimées. 

## Diagnostic
Il est souvent tardif, rendu difficile par des signes cliniques polymorphes et peu spécifiques, parfois réalisé face à un nodule pulmonaire ou un abcès cérébral ; les premières manifestations clinique sont essentiellement de nature pulmonaires, mais la bactérie attaque parfois aussi le système nerveux central et/ou développe des symptômes cutanées, sous-cutanées et lymphocutanées. Au début des années 2000, les tests nécessitaient plusieurs dizaines de jours d’incubation çar la bactérie croît lentement. Les techniques moléculaires de PCR-RFLP ont ensuite permis des résultats beaucoup plus rapides. Selon F Laurent & al. (2008) : « La technique de RAPD assure un typage moléculaire performant permettant une meilleure connaissance des modes de transmission, des niches écologiques et des réservoirs épidémiques ».
Le genre Nocardia présentant une forte hétérogénéité phénotypique, se traduisant par des profils variés d'antibiorésistance, le diagnostic nécessite de préciser l'espèce ou les espèces en cause .

## Traitements
La maladie est chronique ou subaigüe, traitée par des antibiotiques (ex : cotrimoxazole ou association imipénème + amikacine en intraveineuse en première intention, associée ou non au cotrimoxazole en relais per os durant plusieurs mois (3 mois au moins pour les formes cutanées primaires), en général 6 mois pour la nocardiose pulmonaire et au moins 12 mois voire à vie pour les formes disséminées touchant les immunodéprimés). Nota : Des nocardiose ont été observées chez des patients recevant déjà du cotrimoxazole (en prophylaxie d'infections opportunistes (pneumocystose/toxoplasmose).

## Le cas particulier de la nocardiose pulmonaire
L'incidence de cette pneumopathie augmente. 
Par exemple en cas de sarcoïdose (qui n'est pas en tant que telle un facteur de risque infectieux), le traitement par corticoïdes et la fibrose pulmonaire peuvent (rarement) conduire à une nocardiose. 

Son tableau clinique passe par des cycles de poussées et rémissions, pouvant être aiguës, subaiguës ou chronique. La lymphopénie (courante en cas de sarcoïdose), n’est pas dans ce cas un facteur déterminant.

Le diagnostic se base sur l'analyse d'un prélèvement endobronchique.